# Palazzo Gerolamo Grimaldi
Il palazzo Gerolamo Grimaldi, conosciuto anche come palazzo della Meridiana, è un edificio storico italiano, sito in salita di San Francesco 4, nel centro storico di Genova. È uno dei Palazzi dei Rolli che furono designati, al tempo della Repubblica di Genova, a ospitare gli ospiti di alto rango durante le visite di stato per conto del governo genovese.
L'edificio è fra i 42 palazzi dei rolli selezionati e dichiarati Patrimonio dell'umanità dall'UNESCO il 13 luglio 2006.

## Storia e descrizione
Fu fatto costruire tra il 1536 e il 1544 dal banchiere genovese Gerolamo Grimaldi-Oliva, arricchitosi in Portogallo e Spagna dove gestiva la riscossione delle tasse a Cordoba e Granada. All'epoca della costruzione sorgeva in una zona poco urbanizzata e di notevole pendenza, con accesso e fronte principale sulla salita di San Francesco di Castelletto, oltre a due prospetti laterali affacciati su giardini a monte e a valle, molto lodati dall'architetto Joseph Fürttenbach. Gli affreschi della facciata nord, ancora visibili, raffiguranti le Fatiche di Ercole sono stati attribuiti ad Aurelio Busso.
La decorazione ad affresco di numerose sale interne, ad opera di Luca Cambiaso, Giovanni Battista Castello, Lazzaro Calvi e altri fu avviata tra il 1556 e il 1566 sotto la committenza del figlio di Gerolamo, Giovanni Battista Grimaldi-Oliva, omonimo e  contemporaneo del proprietario della celebre Villa Grimaldi detta La Fortezza a Sampierdarena.
L'edificio cinquecentesco, dal duplice carattere di palazzo di città decentrato e di residenza di villa suburbana custodisce nella sua straordinaria ambiguità la genesi segreta di un rinnovamento architettonico che pochi hanno finora denunciato con chiarezza nelle sue ascendenze.

### La facciata settecentesca su Strada Nuovissima
L'apertura di Strada Nuovissima (1778-1786, oggi via Cairoli) vi imporrà lo sbancamento del giardino inferiore e il rifacimento della facciata sud, con l'aggiunta ad opera di Giacomo Brusco di un avancorpo coperto sormontato da un terrazzo e di una meridiana dipinta sulla facciata, alla quale si deve l'attuale denominazione di Palazzo della Meridiana. Della originale facciata cinquecentesca resta testimonianza nell'edizione rubensiana dei Palazzi di Genova (1652).
Nel caso del palazzo della meridiana Rubens decide di raffigurare infatti la facciata sul giardino, invece della facciata principale, come avviene per gli altri palazzi illustrati, in quanto il prospetto sulla salita di San Francesco è irregolare a motivo della pendenza del terreno. Anche questo prospetto è variato rispetto all'originale cinquecentesco, che all’altezza del balcone in marmo al piano nobile aveva al centro una profonda rientranza in corrispondenza del cortile aperto sottostante. L’aspetto odierno risale al 1697, quando fu tamponata la loggia centrale coperto il primo cortile trasformato in atrio chiuso.
Complessivamente, il palazzo odierno è molto diverso dall'originale,  che comprendeva 2 cortili interni loggiati ed era circondato da giardini, caratterizzato dall’alternanza di spazi aperti e spazi coperti: dal portico d’ingresso un cannocchiale visivo inquadrava il piccolo giardino a ponente con un grande ninfeo, giochi d’acqua e automi attraverso un alternarsi di spazi appena interrotti dai giochi prospettici dei colonnati.

### Il restauro del Coppedè
Dopo tre secoli di appartenenza alla famiglia Grimaldi-Oliva, nel 1835 Gio Agostino vendette il palazzo a Paolo Sebastiano Odero. All'inizio del XX secolo, Evan Mackenzie, rappresentante a Genova dei Lloyd’s di Londra, incaricò l'architetto fiorentino Gino Coppedè di adeguare il palazzo a sede di uffici. In questa occasione, oltre a nuove costruzioni nell'area del giardino posteriore, si coprì il cortile con un lucernario a vetri colorati, al cui centro campeggiano i simboli delle città di Roma, Venezia e Torino, e si realizzarono le decorazioni a tempera delle voltine e di diverse sale ad opera del pittore pugliese Nicola Mascialino, d'impronta neorinascimentale, che intervenne anche pesantemente nella decorazione interna di sale dove sono gli affreschi di Luca Cambiaso (Ulisse che saetta i Proci, Episodi dell'Odissea, Satiro sbeffeggiato da Amore) e di Lazzaro Calvi (Apollo sul carro).
Quando, nel maggio del 1915, l'Italia entrò in guerra, la famiglia Mackenzie mise a disposizione alcuni ambienti del palazzo della Meridiana perché venissero trasformati in ospedale per gli ufficiali italiani.
Nel Novecento è stato più volte adibito a edificio pubblico con conseguenti tramezzature e rifacimenti.

## Galleria d'immagini

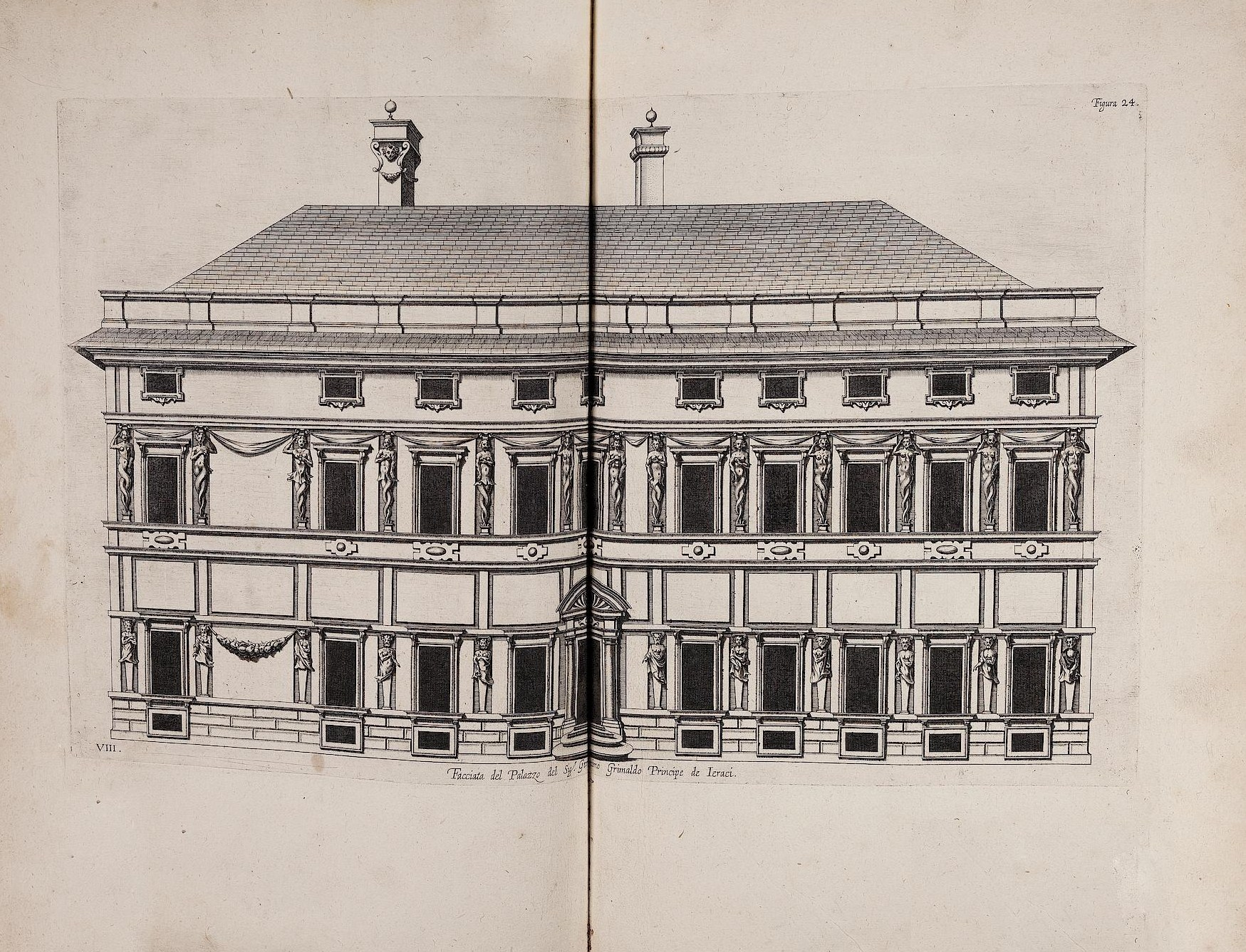
PP. Rubens, Palazzi di Genova, 1652. Fronte sul giardino
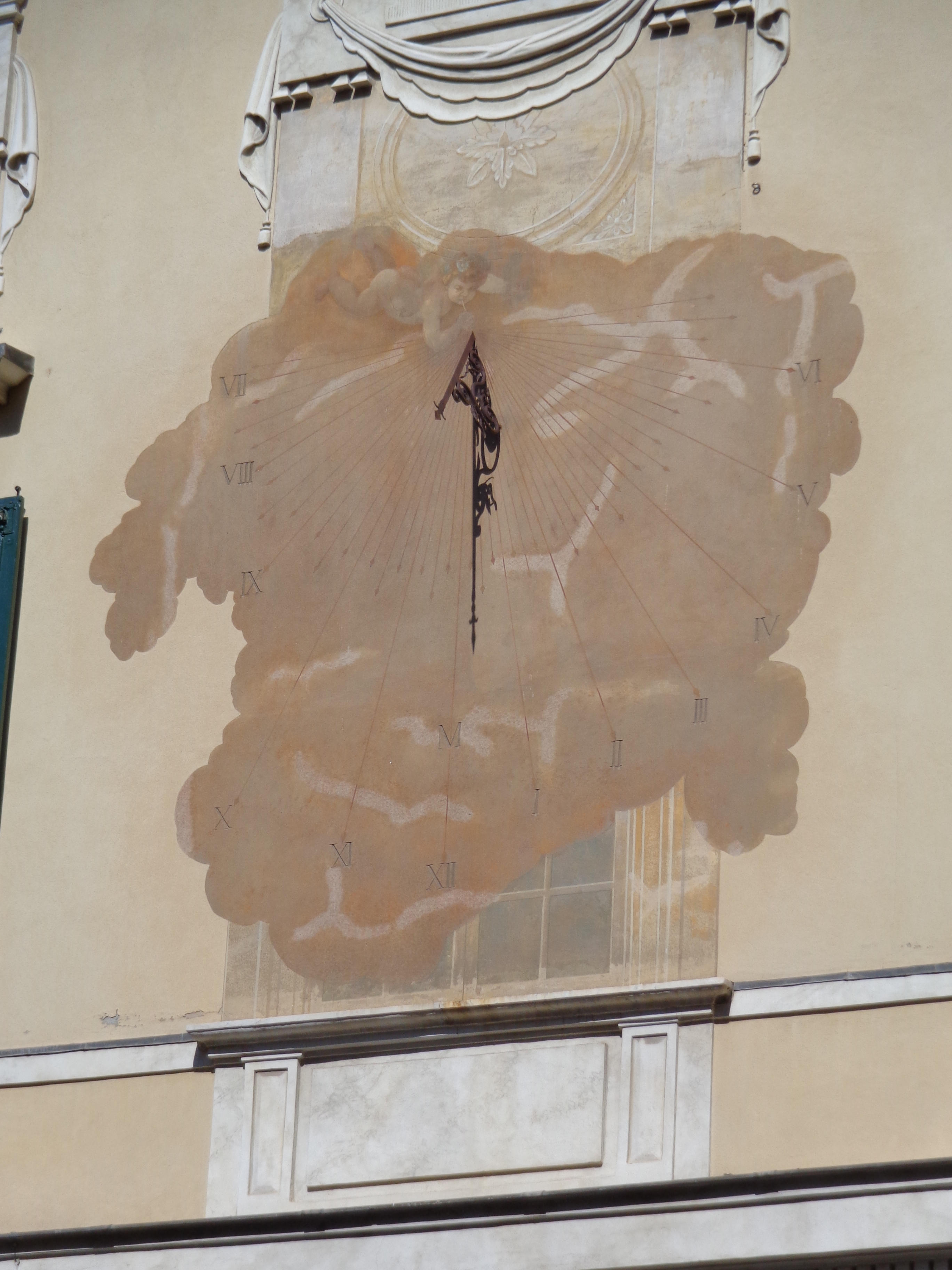
Particolare della meridiana
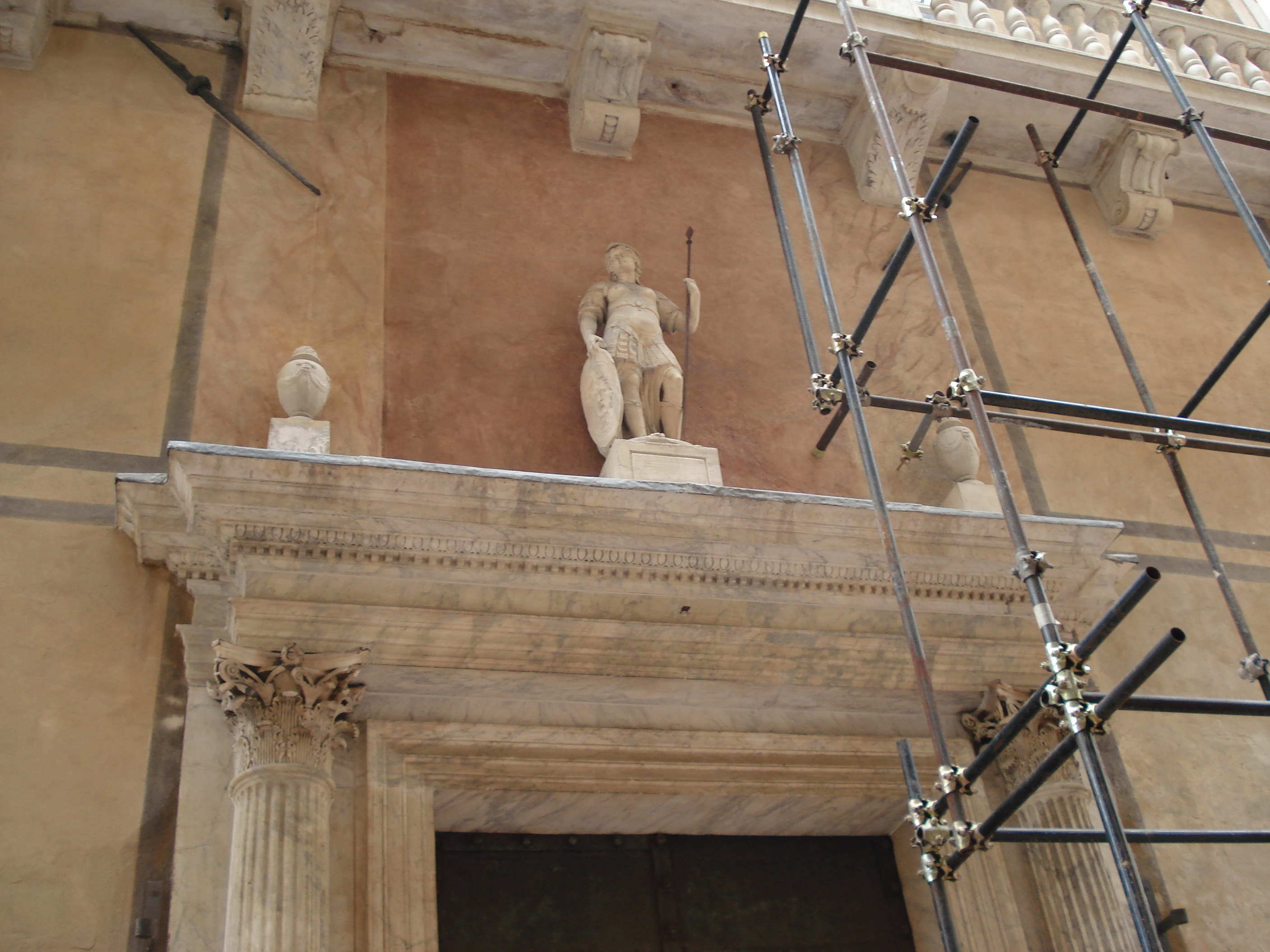
Particolare del portale su Salita di San Francesco
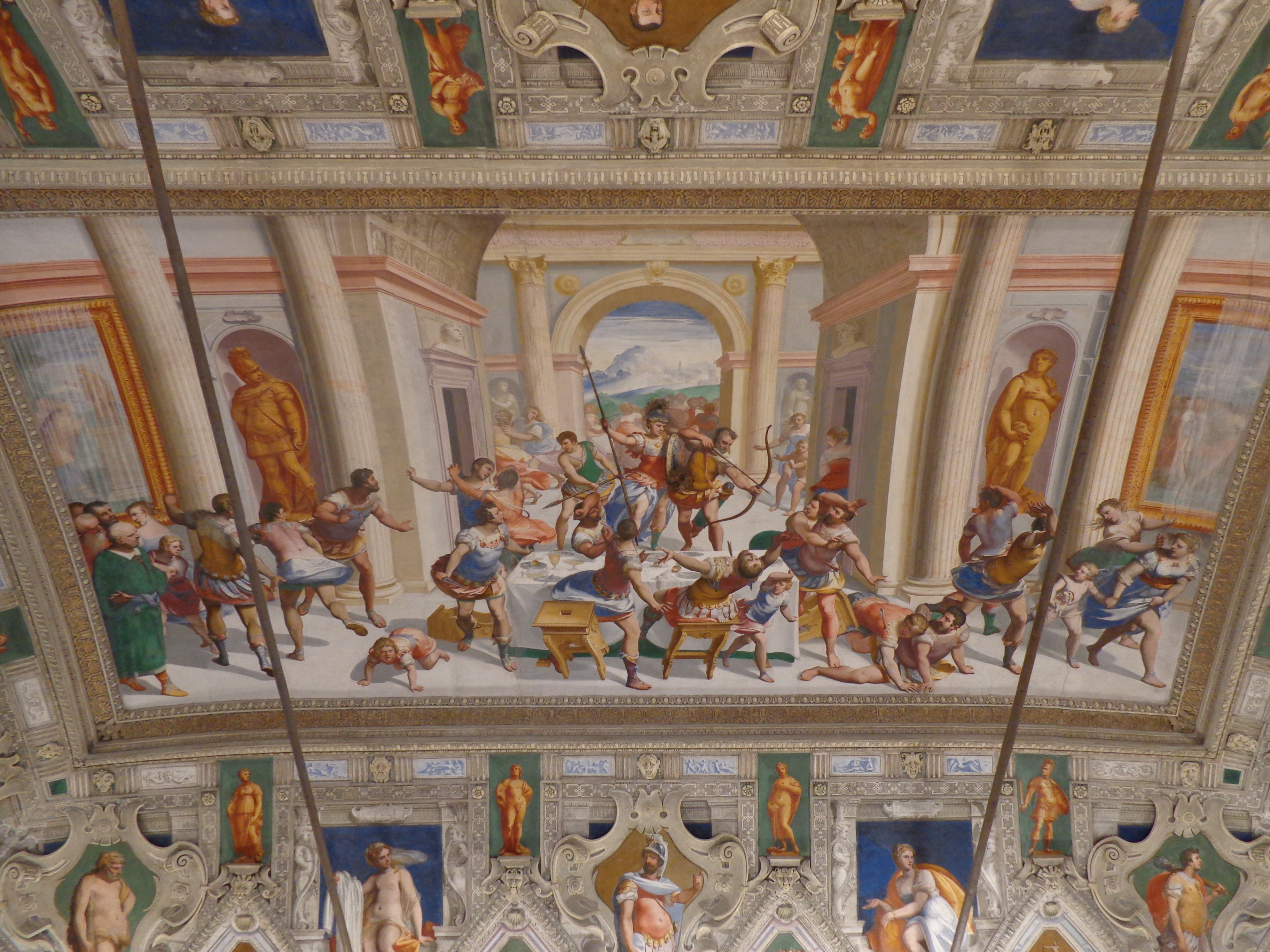
Luca Cambiaso, Ulisse saetta i Proci
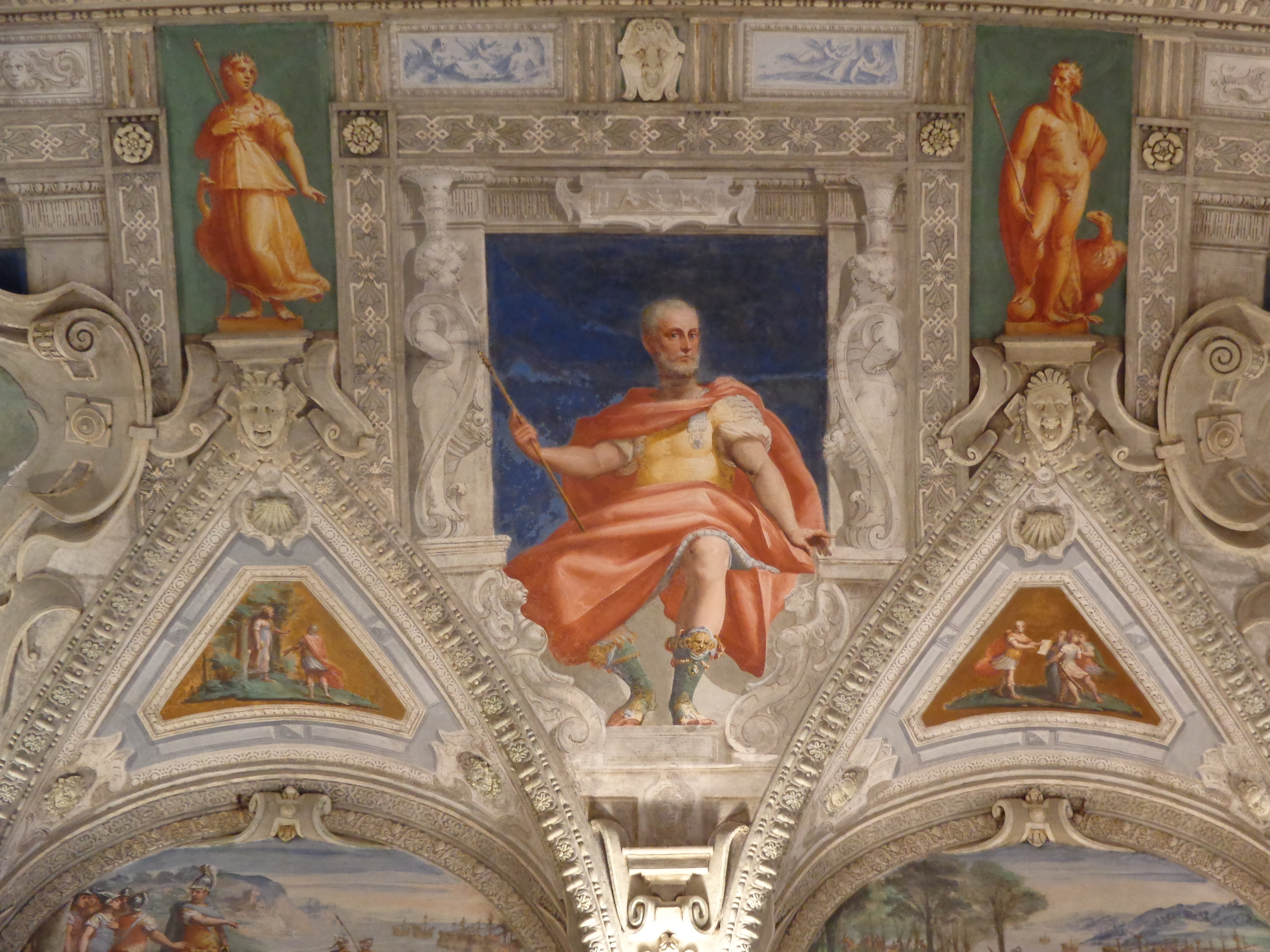
Luca Cambiaso, Gerolamo Grimaldi in veste di condottiero, affresco nella sala di Ulisse
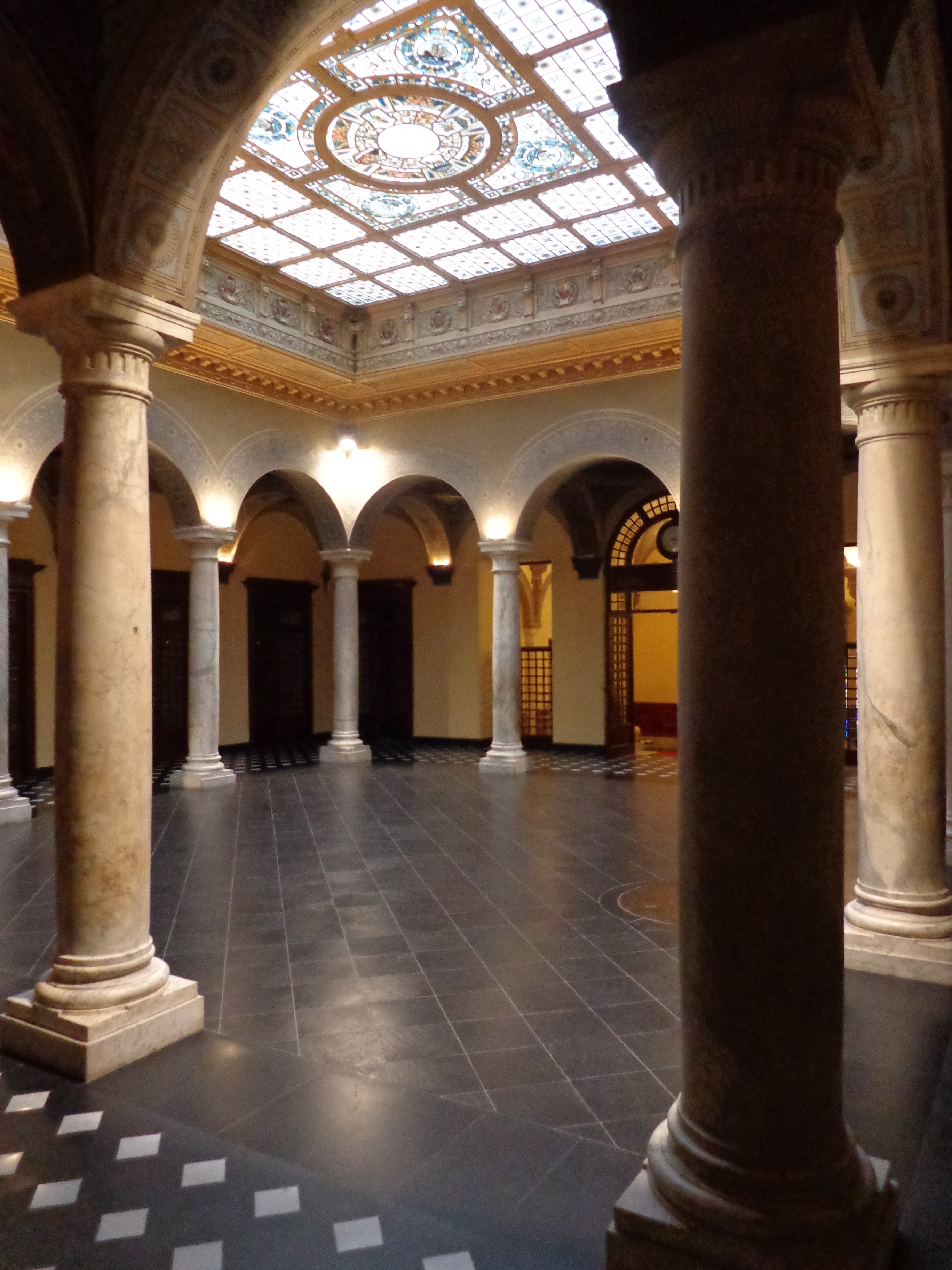
Atrio, decorazione di Coppedè
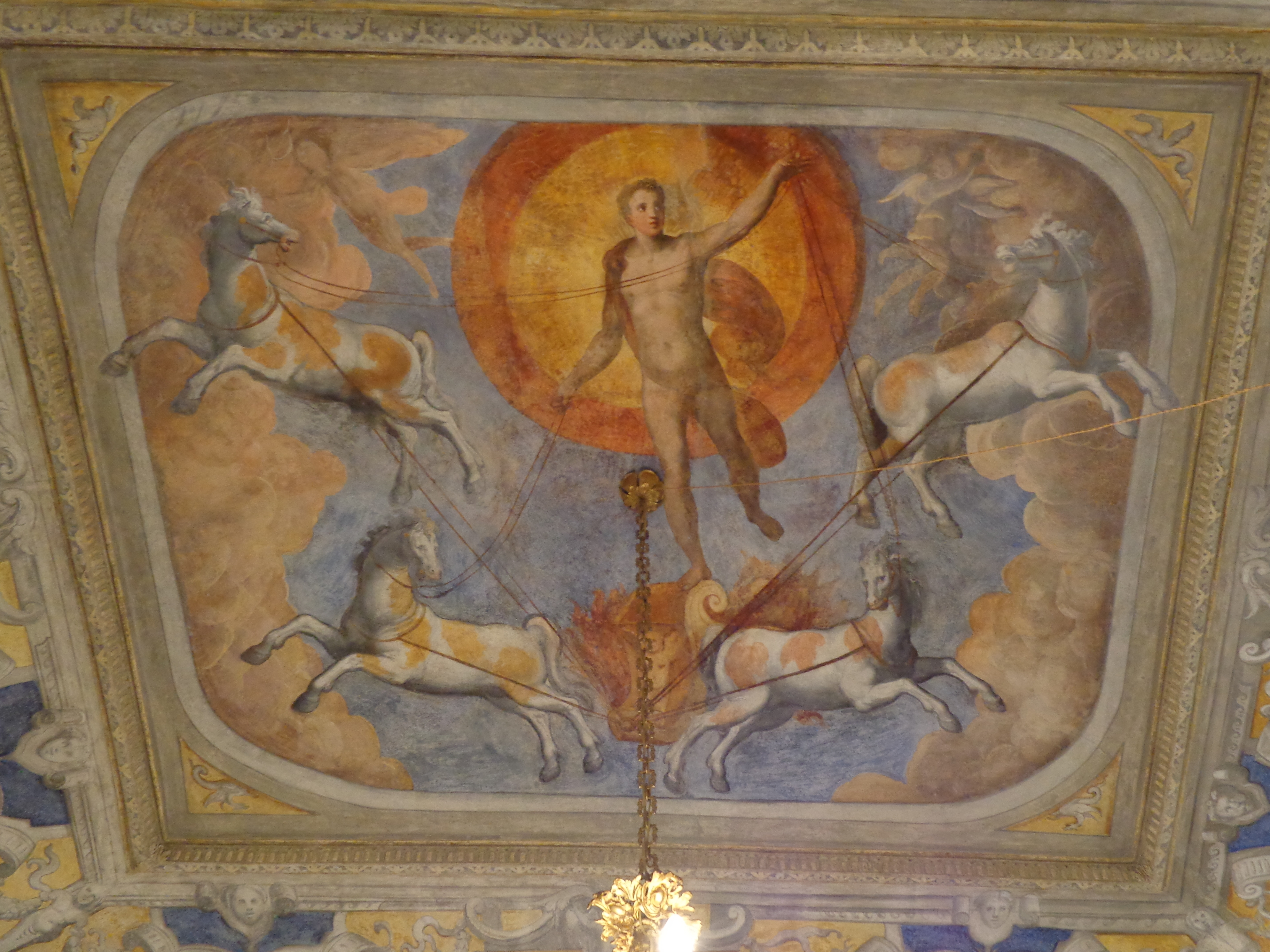
Apollo sul carro di Lazzaro Calvi
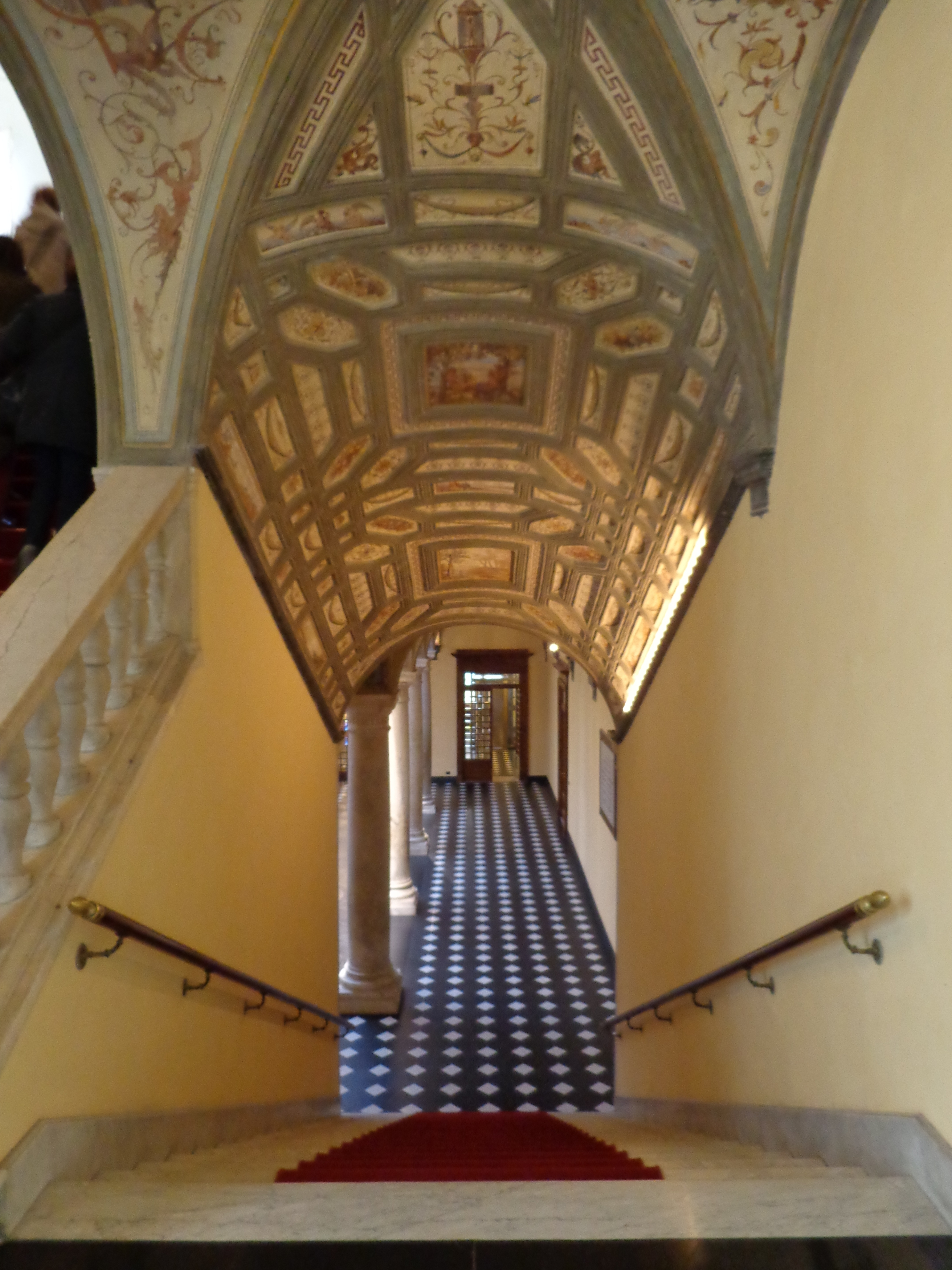
Lo scalone